# إغليسيا (محطة مترو أنفاق مدريد)
إغليسيا (بالإسبانية: Iglesia) هي محطة مترو أنفاق في مدريد في إسبانيا، تقع على الخط رقم 1.